# Хафис-паша
Хафиз  паша (око 1770-те — август 1805.) је био османски великодостојник у време Првог српског устанка. Рођен је у Нишу у сиромашној муслиманској породици негде око 1770-тих. Право име му је било Мустафа, а Хафиз означава титулу човека који је напамет научио Куран. Као младић учествовао је у Аустријско-турском рату из 1788-1791, где се истакао храброшћу и примереним војничким држањем. Брзо узнапредовао у служби и стекао велики углед и моћ. Његов успон у војничкој хијерархији је отпочео када је као војник учествовао у борбама против побуњених јањичара у Београдском пашалуку, у саставу  јединица Шашит паше Лесковачког. Постављен је за муселима, покрајинског намесника у Нишу. Касније му је дотељена титула капиџибаше. Учествовао је у протеривању побуњених јањичара из Београдског пашалука. Према описима био је врло енергичан и амбициозан човек, одан служењу Отоманској империји, који је на себе преузео сав терет решавања питања Срба и њихове буне. Водио је велики углед како међу Турцима тако и међу Србима, јер се није понашао попут силника и ајана. На његов лични захтев, Султан га је у јулу 1805.те године по сугестији Наполеона Бонапарте поставио за команданта војске окупљене у рејону Ниша, која је послата да преузме власт у Београду после мисије Бећир паше и да умири Србе. Погинуо је током боја на Иванковцу 1805. године.